# Rio Angobó
O Rio Angobó é um curso de água do arquipélago de São Tomé e Príncipe, localizado no distrito de Caué, ilha de São Tomé, corre para Este até encontrar o mar entre a Praia Angobó e a Praia de Angra Toldo, frente à Ponta dos Morcegos.